# Lampronia fuscatella
Lampronia fuscatella là một loài bướm đêm thuộc họ Prodoxidae. Nó được tìm thấy ở hầu hết Europe, with the exception of Iceland, Ireland, Bồ Đào Nha, Italy và hầu hết the Balkan Peninsula. Về phía đông loài này có ở vùng Baltic và bắc Nga.
Sải cánh dài 14–18 mm. Con trưởng thành bay từ tháng 5 đến tháng 6 và are active in the afternoon sunshine.

## Hình ảnh

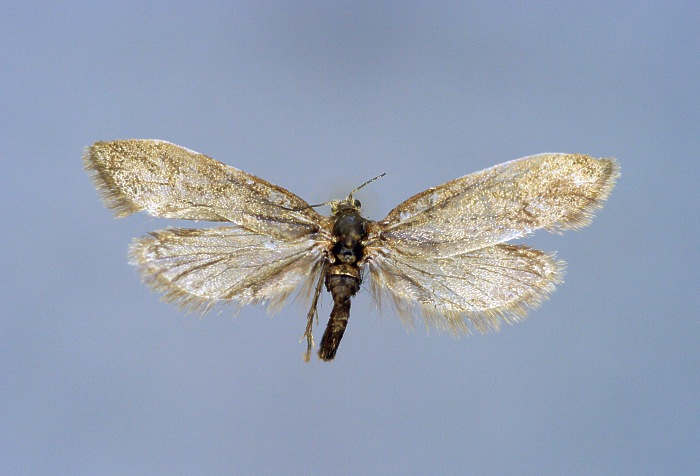